# Вещево (станция)
Ве́щево, в некоторых источниках также Вещёво (до 1949 года — Хейнйоки фин. Heinjoki) — ликвидированная железнодорожная станция в одноимённом посёлке Выборгского района Ленинградской области. С конца 1990-х и до закрытия движения 1 апреля 2009 года — конечная станция на железнодорожной линии Выборг — Вещево.

## Описание
Станция Хейнйоки была построена в 1926—1928 годах на 21-м километре линии Выборг — Эуряпяя. Поскольку трасса линии пролегла недалеко от государственной границы с СССР, её строительство имело оборонное значение. В частности, именно поэтому на станции Хейнйоки вместо стандартной высокой грузовой платформы на один-два вагона были построены более длинные, на которых одновременно может выгружаться целый воинский эшелон. Всего на станции было 4 пути, главный путь — первый, у которого располагалась посадочная платформа, возле которой был построен вокзал 4-го класса.
В ходе военных действий на Карельском перешейке станция сильно пострадала, вокзал не сохранился. В 1949 году она, вместе с посёлком, была переименована в Вещево (в некоторых источниках Вещёво). В 1970-х годах станция была реконструирована в связи с расширением расположенного рядом аэродрома: на ней была смонтирована электрическая централизация стрелок, и, вероятно, тогда же было построено станционное здание в стиле советского модернизма. На 1981 год по станции выполнялись приём и выдача грузов повагонными отправками на подъездных путях и в местах общего пользования, а также продажа билетов на поезда местного и дальнего следования с приёмом и выдачей багажа.
В декабре 1998 года движение пригородных поездов на станцию Житково прекратилось, Вещево стало конечной станцией на линии. Перегон был демонтирован с сохранением только тупика длиной около 300 м. 1 апреля 2009 года пригородное движение по линии на Вещево было закрыто, какое-то время на станции осуществлялась разгрузка стройматериалов для строительства газопровода «Северный Поток», после станция была заброшена. В 2012 году рельсовое полотно было разобрано, вокзал станции сохранился в качестве жилого дома.
В марте 2015 года стоявшие на станции товарные вагоны были распилены и вывезены на автомобилях. На 2021 год рельсы демонтированы, здание вокзала заброшено.
- Платформа, пути и вокзал, вид в сторону Выборга
- Выходные светофоры в восточной горловине станции
- Вид на станционные пути в западном направлении с переезда
- Переезд в восточной горловине станции. Вид в западном направлении